# Samdrup Jongkhar
Samdrup Jongkhar er en by i det sydøstlige Bhutan, med et indbyggertal (pr. 2008) på cirka 6.200. Byen er hovedstad i et distrikt af samme navn.
26°49′N 91°34′Ø / 26.817°N 91.567°Ø